# 莱马尼勒雷尼耶
莱马尼勒雷尼耶（法語：Les Magnils-Reigniers，法語發音：[le maɲil ʁɛɲe]）是法国卢瓦尔河地区大区旺代省的一个市镇，属于丰特奈勒孔特区。

## 地理
莱马尼勒雷尼耶（46°28'44"N, 1°13'13"W）面积17.96 平方千米，位于法国卢瓦尔河地区大区旺代省，该省份为法国西部沿海省份，北起大西洋卢瓦尔省和曼恩-卢瓦尔省，西临大西洋，南至滨海夏朗德省，东部及东南部与德塞夫勒省接壤。
与莱马尼勒雷尼耶接壤的市镇（或旧市镇、城区）包括：拉布勒托尼耶尔-拉克莱、沙奈、科尔普、呂松、佩欧、特里艾兹。

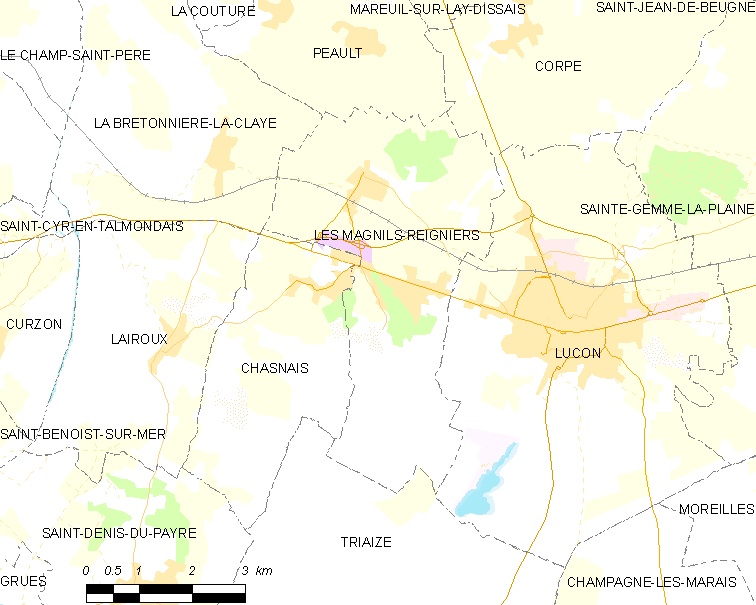
莱马尼勒雷尼耶的OSM定位图

莱马尼勒雷尼耶的时区为UTC+01:00、UTC+02:00（夏令时）。

## 行政
莱马尼勒雷尼耶的邮政编码为85400，INSEE市镇编码为85131。

## 政治
莱马尼勒雷尼耶所属的省级选区为吕松县。

## 人口

1962-2008年间莱马尼勒雷尼耶人口变化图示

莱马尼勒雷尼耶于2022年1月1日时的人口数量为1461人。